# Aaron Eckhart
Aaron Edward Eckhart (Cupertino, 12 maart 1968) is een Amerikaans acteur.
In het begin van de jaren negentig ontmoette Eckhart toneelschrijver en latere filmregisseur Neil LaBute die hem een rol gaf in een aantal van zijn stukken. In 1997 vroeg LaBute Eckhart de hoofdrol in zijn eerste film te vertolken. Ook voor Eckhart was zijn rol van een afstootwekkende sociopaat in de zwarte komedie In the Company of Men (1997) zijn filmdebuut. De film genoot veel bijval bij de critici en Eckhart kreeg voor die vertolking een Satellite Award en een Independent Spirit Award. LaBute bleef belangrijk voor Eckharts carrière want ze werkten nog samen in vier films.
Hij werd in 2007 genomineerd voor een Golden Globe voor Beste Acteur voor zijn rol in de satirische komedie Thank You for Smoking (Jason Reitman, 2005). Tien jaar later volgde een People's Choice Award voor de gehele cast van de Batmanfilm The Dark Knight (Christopher Nolan, 2008).
Eckhart werd geboren in Californië. Hij is van Duitse en Britse afkomst en een lid van de Mormoonse Kerk. Hij bracht zijn jeugd door in Engeland en Australië. In 1988 ging hij terug naar de Verenigde Staten en voltooide hij zijn opleiding tot acteur.

## Filmografie
- 1993: Slaughter of the Innocents
- 1997: In the Company of Men
- 1998: Your Friends & Neighbors
- 1998: Thursday
- 1999: Molly
- 1999: Any Given Sunday
- 2000: Erin Brockovich
- 2000: Nurse Betty
- 2000: Tumble
- 2001: The Pledge
- 2002: Possession
- 2003: The Core
- 2003: The Missing
- 2003: Paycheck
- 2004: Suspect Zero
- 2005: Conversations with Other Women
- 2005: Thank You for Smoking
- 2005: Neverwas
- 2006: The Black Dahlia
- 2006: The Wicker Man
- 2007: Towelhead
- 2007: Bill
- 2007: No Reservations
- 2008: The Dark Knight
- 2009: Love Happens
- 2010: Rabbit Hole
- 2011: World Invasion: Battle Los Angeles
- 2011: The Rum Diary
- 2012: The Expatriate
- 2013: Olympus Has Fallen
- 2014: I, Frankenstein
- 2016: London Has Fallen
- 2016: Sully
- 2016: Bleed for This
- 2016: Incarnate
- 2019: Midway
- 2019: Line of Duty
- 2020: Wander
- 2023: Ambush
- 2023: Muzzle
- 2023: Rumble Through the Dark
- 2024: The Bricklayer